# دمیتریفکا (باشقیرستان)
دمیتریفکا (انگلیسی: Dmitriyevka, Mrakovsky Selsoviet, Gafuriysky District, Republic of Bashkortostan) یک شهرک در شهرستان گافوریسکی استان باشقیرستان کشور روسیه است.